# Lefkada
Lefkada, někdy též Lefkáda (řecky Λευκάδα) nebo Leukas, je řecký ostrov v souostroví Jónských ostrovů o rozloze 356 km², délka pláží je 117 km a na ostrově žije 23 000 obyvatel, je položen mezi ostrovy Korfu a Kefalonie. Nejvyšším bodem je vrchol Stavrota. Na ostrově je mírné středomořské podnebí. S protější pevninskou Akarnánií je propojen umělou hrází a zvedacím mostem. Název ostrova je odvozen z řeckého slova Lefkos, které znamená „bílý“. Ostrov byl tak pojmenován díky bílým skalám, nacházejícím se na jihu ostrova.

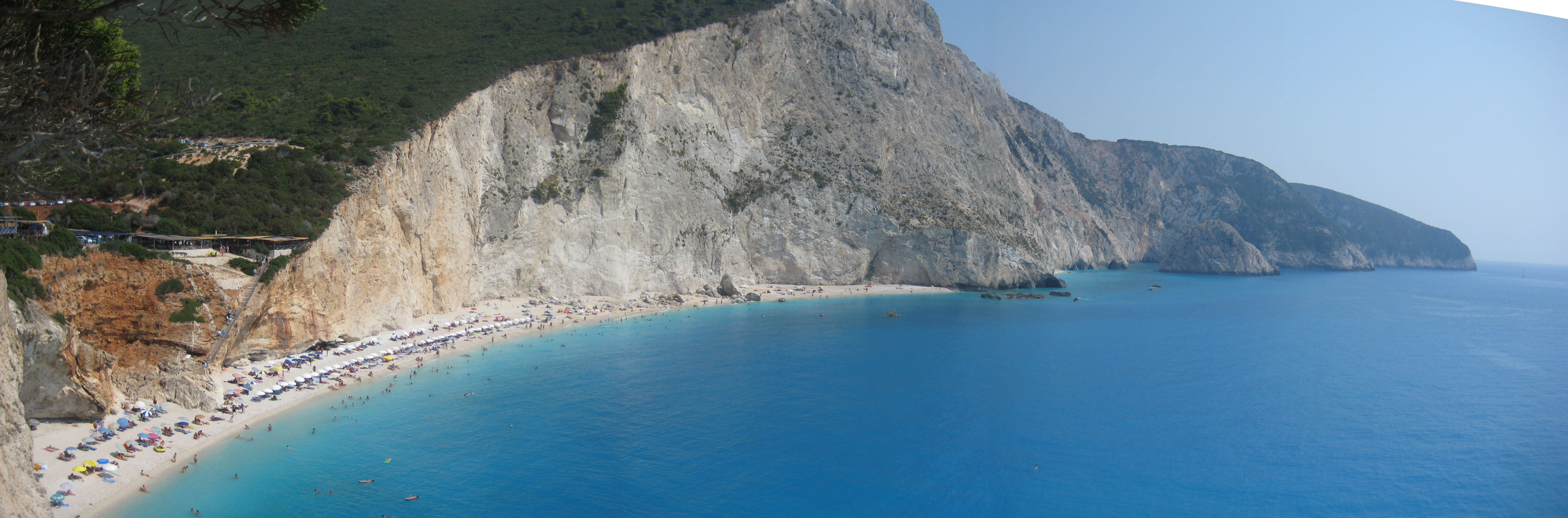
Slavná pláž Porto Katsiki

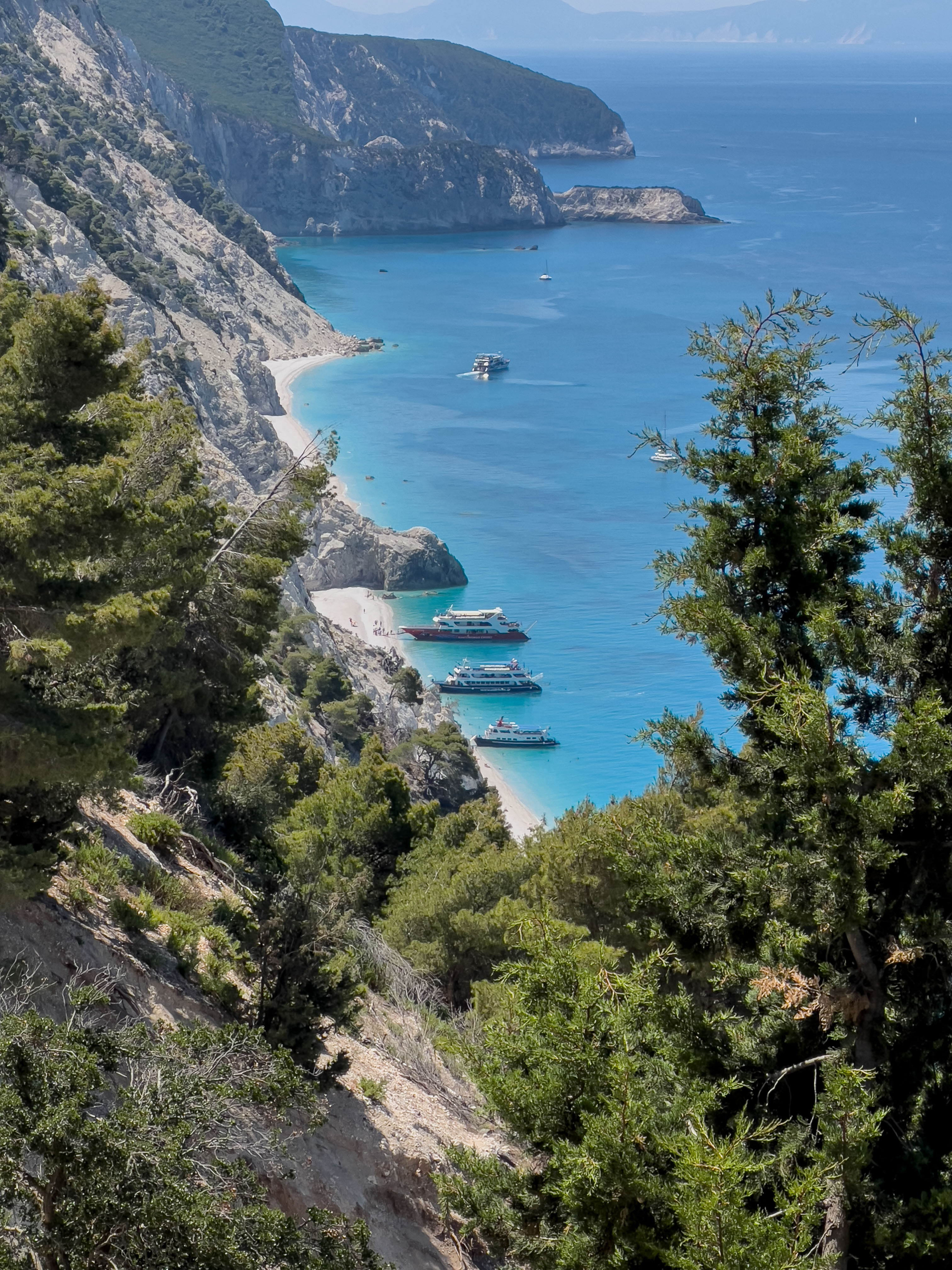
Pláž Egremni

## Obyvatelstvo
Ostrov je součástí řecké regionální jednotky Lefkada a nachází se na něm jedna stejnojmenná obec. V obci v roce 2011 22 652 obyvatel, z čehož žilo 22 076 na ostrově Lefkada. Obec Lefkada se člení na sedm obecních jednotek, které se dále skládají z komunit a ty z jednotlivých sídel, tj. měst a vesnic. Pět obecních jednotek leží na ostrově Lefkada a dvě na samostatných ostrovech. V závorkách je uveden počet obyvatel obecních jednotek a komunit.
- Obecní jednotka Apollonion (2768) - komunity: Agios Ilias (125), Agios Petros (548), Athani (213), Chortata (100), Dragano (73), Evgiros (141), Komili (40), Kondarena (168), Marandochori (330), Nikolis (102), Syvros (379), Vasilikos (395), Vournikas (154).
- Obecní jednotka Ellomenos (3570) - komunity: Charadiatika (241), Fterno (181), Katochori (138), Neochori (602), Nydri (1218), Platystoma (369), Poros (232), Vafkeri (63), Vlycho (526).
- Obecní jednotka Karya (871) - komunity: Englouni (125), Karya (589), Pigadisani (157).
- Obecní jednotka Lefkada (13490) - komunity: Lefkada (9364), Agios Nikitas (108), Alexandros (752), Apolpena (819), Kalamitsi (211), Kariotes (532), Katouna (1168), Tsoukalades (536)
- Obecní jednotka Sfakiotes (1377) - komunity: Asprogerakata (98), Drymonas (28), Exathia (170), Kavallos (180), Lazarata (526), Pinakochori (214), Spanochori (161)
- Obecní jednotka, ostrov Kalamos (496)
- Obecní jednotka, ostrov  Kastos (80)

## Geografie
Díky svým plážím patří ostrov k turisticky významným destinacím. Centrem ostrova je město Lefkada, ležící na severu ostrova. Vnitrozemí ostrova je velice hornaté s vrcholy o nadmořské výšce okolo 1000 m n. m. Ostrov má také bohaté zdroje spodních vod, díky nimž má bohatou faunu a flóru.

## Historie
Starověk
Příběhy o sebevraždách Sapfó a Artemisie z Kárie, které skočily z útesů na mysu Lefkada, se vztahují k jiným mýtům, spojujícím ostrov se starořeckou bohyní lásky Afroditou. Ostrov má také spojitost s Odysseem, hrdinou Homérovy Odyssey. Německý archeolog Wilhelm Dörpfeld, který provedl vykopávky na různých místech Lefkady, byl schopen získat finanční prostředky na práci na ostrově, když prohlásil, že Lefkada byla Homérova Ithaka a Odysseův palác se nacházel západně od Nydri na jižním pobřeží Lefkady. Místní představitelé cestovního ruchu tvrdí, že několik pasáží v Odysseii ukazuje na Lefkadu jako na možnou předlohu pro homérskou Ithaku. Nejpozoruhodnější z těchto pasáží prosazovaných místním turistickým úřadem popisuje Ithaku jako ostrov dosažitelný pěšky, což byl případ Lefkady, protože to není opravdový ostrov, ale je spojen s pevninou úzkou hrází. Podle Strabóna se pobřeží Akarnánie v dřívějších dobách nazývalo Leucas. Starověké prameny nazývají Leucas korintskou kolonií, snad s účastí obyvatel Korfu.  Ve středověké britské legendě našel Brutus trójský Lefkadu opuštěnou po pirátských útocích a poté, co přinesl oběť soše Diany v chrámu zničeného města, měl vizi, která mu říkala, aby odešel do Británie a založil impérium. 
Starobylé město bylo založeno v 7. století před naším letopočtem, poněkud na jih od moderního hlavního města ostrova.  Během peloponéské války se Leucas připojil k Peloponéskému spolku. 
Město bylo dobyto během 3. století Agathoklem ze Syrakus.
Hlavní město Lefkada
Dnešní hlavní město je postupně třetím hlavním městem na ostrově v jeho historii. Prvním byl Nyrikos, druhým středověké Santa Maura (14. století n. l.). To bylo roku 1684 přesunuto na místo, kde se nachází dodnes, v té době to byla pouze rybářská osada.
Benátčané při jeho výstavbě uplatnili urbanistický styl běžný ve středověké Evropě. Po téměř zničujícím zemětřesení v roce 1825 bylo znovu vystavěno podle přísných anglických antiseismických pravidel.
Hrad Santa Maura

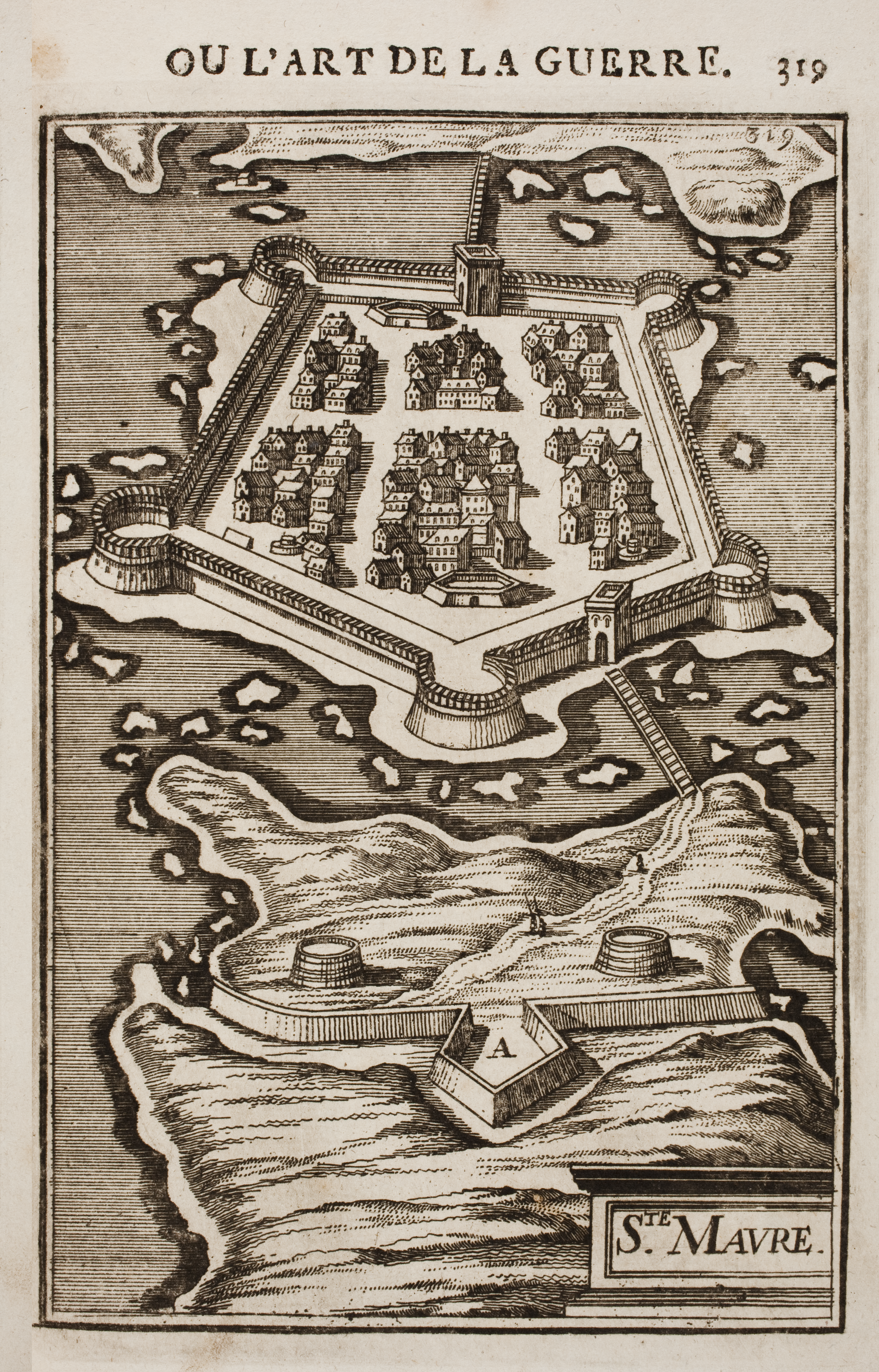
Hrad a opevněné město Santa Maura ("Ste. Maure"), Manesson Mallet, 1696

Hrad Santa Maura je středověká šestiboká pevnost se sedmi baštami. Hrad je vystavěn na výběžku země velikém 45 m³, který vybíhá do Jónského moře. Díky příkopu se tento výběžek stal umělým ostrovem. Centrum hradu je ze 14. stol. a bylo postaveno franckým knížetem Ioannisem Orsiemem, který dostal Lefkadu věnem od epirského despoty Nikofera I.

## Zajímavá místa
- vesnička Agios Nikitas
- pláže Porto Katsiki, Kalamitsi, Egremni, Milos
- na východní straně přilehlý ostrov Scorpios (tzv. Onassisův ostrov)
- vodopády
- větrné mlýny na pláži Gyra
- Maják Doukato z roku 1890

## Významné osobnosti Lefkady
- Ioannis Orsiem
- Ionnis Zambelios

## Zajímavosti
Fiktivní ostrov Malden ve hře Operace Flashpoint, hlavní sídlo vojsk NATO, byl založen na ostrově Lefkada.